# Zoltán Székely
Zoltán Székely (Budapest, 23 febbraio 1952) è un ex schermidore ungherese, vincitore di una medaglia d'oro e due di bronzo ai campionati mondiali di scherma.